# Joystiq
Joystiq — блог, освещавший тематику компьютерных игр, основанный в июне 2004 года, позже был приобретён AOL и закрыт в 2015 году.

## История

### Предшественники
В начале 2004 года Weblogs, Inc. начал работу над новым блогом, который должен будет освещать новости, связанные с видео играми. 12 марта 2004 года генеральный директор Джейсон Калаканис анонсировал два спин-офф проекта: Неофициальный PlayStation 3 и Неофициальный Xbox 2. Однако, вскоре оба проекта были отстранены, несмотря на то, что они могли дать начало созданию фан-блогу в 2005 году. Блог окончательно был выпущен 18 мая 2005 года, накопив 175 записей. Позже Дэвид Тоув, основной вкладчик предыдущих блогов, стал редактором Joystiq. Однако в конце 2005 года он ушёл в отставку перед рождением ребёнка.
Позже в 2004 году Питер Рохас, основатель и ведущий участник флагманского блога WIN, официально представил Joystiq.
Первая крупная встряска в истории Joystiq произошла в июне 2005 года, когда главный редактор Бен Зэкхейм, которому было предложено место AOL, объявил о своей отставке из-за конфликта интересов. Его место занял Владимир Коул, блогер, которого наняли в феврале 2005 года. Он проработал до февраля 2007 года, после чего он перешёл в подразделение Xbox. Его место занял Кристофер Грант. AOL приобрела Weblogs, Inc. в октябре 2005 года.
В январе 2015 года стали появляться сообщения о планах AOL закрыть убыточные издания, ориентированные на технологии, куда попал и сайт Joystiq.
30 января 2015 года редколлегия Joystiq подтвердила закрытие сайта, которое произошло 3 февраля 2015 года. Игровое направление издания было заменено на Engadget.

## Награды
Joystiq был номинирован на несколько наград[какие?] в категории Интернет блоги, однако постоянно находился в тени блогов, представляющих гораздо более широкий спектр технологий, в том числе Slashdot, Gizmodo. Однако, Joystiq был включён в число выдающихся блогов, в списке Forbes и Feedster 500.